# Pinkpop 2023
Pinkpop 2023 is de 52e editie van het Nederlandse muziekfestival Pinkpop en de vierendertigste editie in Landgraaf. Het festival vond plaats op 16, 17 en 18 juni 2023.

## Pinksteren
De naam Pinkpop is afgeleid van de namen Pinksteren en Popmuziek. Alle edities tot en met 2007 vonden ook plaats tijdens Pinksteren, maar er werd daarna van afgeweken in 2008, 2010, 2013, 2015, 2016, 2018 en de edities vanaf 2022.
Ook de editie van 2020 zou niet tijdens Pinksteren plaatsvinden, maar deze werd voortijdig afgelast in verband met maatregelen tijdens de coronacrisis.

## Schema
De headliners van de verschillende dagen zijn vetgedrukt. Zodra nieuwe artiesten bevestigd zijn, zal het schema verder aangevuld worden. Het nummer tussen haakjes geeft aan voor de hoeveelste keer deze artiest op Pinkpop staat.
Op 7 oktober 2022 werd bekendgemaakt dat de Amerikaanse zangeres P!nk de Pinkpop-vrijdag af zal sluiten. Op 22 oktober 2022 werd bekend dat de Britse Robbie Williams de Pinkpop-zaterdag af zal sluiten. Verder werd bekendgemaakt dat de Haagse popgroep Goldband en de Britse rockband Editors zullen optreden tijdens Pinkpop 2023. Eind november 2022 werd bekend dat de Red Hot Chili Peppers het festival zullen afsluiten op zondag.

### Vrijdag 16 juni
| Tijd          | South Stage (Mainstage) | North Stage          | Tent stage            | Stage 4                              |
| ------------- | ----------------------- | -------------------- | --------------------- | ------------------------------------ |
| 12:00 - 12:45 |                         |                      | MADOUX (1)            | Lauren Sanderson (1) (12:30 - 13:15) |
| 12:45 - 13:45 | Frenna Deluxe (1)       |                      |                       |                                      |
| 13:50 - 14:50 |                         | Picture This (1)     | Maisie Peters (1)     |                                      |
| 14:55 - 15:55 | Ellie Goulding (2)      |                      |                       | SERA (1) (15:30 - 16:15)             |
| 16:00 - 17:00 |                         | Electric Callboy (1) | The Haunted Youth (1) |                                      |
| 17:05 - 18:05 | Niall Horan (1)         |                      |                       | Nova Twins (1) (17:00 - 17:45)       |
| 18:10 - 19:10 |                         | The Lumineers (1)    | The Hu (1)            | Goldkimono (1) (18:30 - 19:15)       |
| 19:15 - 20:30 | The War On Drugs (1)    |                      |                       | Bente (1) (20:00 - 20:45)            |
| 20:35 - 21:45 |                         | Editors (6)          | Altın Gün (1)         |                                      |
| 22:00 - 00:00 | P!nk (2)                |                      |                       |                                      |

### Zaterdag 17 juni
| Tijd          | South Stage (Mainstage) | North Stage                 | Tent stage         | Stage 4                                 |
| ------------- | ----------------------- | --------------------------- | ------------------ | --------------------------------------- |
| 12:00 - 12:50 |                         | Kevin & The Animals (1)     | DeWolff (2)        | The Big Moon (1) (12:30 - 13:15)        |
| 12:55 - 13:55 | Xavier Rudd (1)         |                             |                    |                                         |
| 14:00 - 15:00 |                         | Daði Freyr (1)              | Zwangere Guy (1)   | Hot Milk (1) (14:00 - 14:45)            |
| 15:05 - 16:05 | RONDÉ (1)               |                             |                    | SONS (1) (15:30 - 16:15)                |
| 16:10 - 17:10 |                         | Ramkot (2)                  | The Driver Era (1) |                                         |
| 17:15 - 18:15 | Hollywood Vampires (1)  |                             |                    | The Jordan (1) (17:00 - 17:45)          |
| 18:20 - 19:20 |                         | The Black Keys (1)          | Tove Lo (1)        | blackwave. (1) (18:30 - 19:15)          |
| 19:25 - 20:25 | The Script (6)          |                             |                    | Prins S. en De Geit (1) (20:00 - 20:45) |
| 20:30 - 22:00 |                         | Queens of the Stone Age (5) | Go A (1)           |                                         |
| 22:15 - 00:00 | Robbie Williams (3)     |                             |                    |                                         |

### Zondag 18 juni
| Tijd          | South Stage (Mainstage)   | North Stage           | Tent stage          | Stage 4                            |
| ------------- | ------------------------- | --------------------- | ------------------- | ---------------------------------- |
| 12:00 - 12:50 |                           | Donnie (1)            | Only The Poets (1)  | Robin Kester (1) (12:40 - 13:25)   |
| 13:05 - 13:55 | DMA's (1)                 |                       |                     |                                    |
| 14:00 - 15:00 |                           | Nielson (1)           | GAYLE (1)           | Orange Skyline (1) (14:10 - 14:55) |
| 15:05 - 16:05 | DI-RECT (4)               |                       |                     | UPSAHL (1) (15:40 - 16:25)         |
| 16:10 - 17:10 |                           | Tash Sultana (1)      | I Prevail (1)       |                                    |
| 17:15 - 18:15 | Goldband (1)              |                       |                     | Brutus (1) (17:10 - 17:55)         |
| 18:20 - 19:20 |                           | Tom Odell (2)         | Jungle by Night (1) | The Lathums (1) (18:40 - 19:25)    |
| 19:25 - 20:25 | OneRepublic (2)           |                       |                     | DYLAN (1) (20:10 - 20:55)          |
| 20:30 - 21:55 |                           | Machine Gun Kelly (2) | Warpaint (1)        |                                    |
| 22:10 - 00:00 | Red Hot Chili Peppers (5) |                       |                     |                                    |